# Acritus magnus
Acritus magnus är en skalbaggsart som beskrevs av Cooman 1935. Acritus magnus ingår i släktet Acritus och familjen stumpbaggar. Inga underarter finns listade i Catalogue of Life.